# Stare Czarnowo (stacja kolejowa)
Stare Czarnowo – zamknięta stacja kolejowa w Starym Czarnowie, w powiecie gryfińskim, w województwie zachodniopomorskim, w Polsce.